# Sci Fi Industries
Sci Fi Industries é um projecto de música electrónica no qual, o seu criador e único membro, Luis van Seixas, se propõe a fazer uso exclusivo de tecnologia analógica com efeitos adicionados em tempo real.

## Génese
Luís van Seixas começou por se iniciar na música enquanto integrante de três grupos rock, tendo sido já em meados da década de 1990 que começou a experimentar com instrumentos electrónicos, como a Roland MC303 Groovebox, que se lhe abriram as portas para o mundo da música electrónica. Mais tarde, já em 1998, com a aquisição de samplers e sintetizadores, Seixas criaria o projecto Sci Fi Industries, participando nesse mesmo ano no concurso Jovens Criadores, e contribuindo com a faixa “Tin wheel" para uma das compilações da revista Promusica, e uma outra, "Electroid induction", para a compilação Home listening, da KamiKazz - Sublabel da NorteSul / Valentim de Carvalho.

## Thisco
Ainda que o projecto tenha recebido a atenção de várias editoras, nenhuma levou por diante a edição de Dead People on Stylish Chairs. Assim, e tendo Seixas já travado conhecimento com Fernando Cerqueira e Paulo Rodrigues, que à altura integravam o projecto Ras-Al-Ghul, decidiram os três formar a Thisco, uma editora cujo objectivo maior seria dar projecção a nomes nacionais à margem do circuito editorial. A editora começou desde logo a ganhar forma com a edição dos primeiros discos de Sci Fi Industries e Rasal.A'sad (projecto a solo de Fernando Cerqueira), duas compilações internacionais e uma nacional e também os registos de Ghoak, Samuel Jerónimo  ou shhh...

## Produtor
Com a criação da Thisco, Luís van Seixas tornou-se o seu produtor de serviço, tendo produzido ou co-produzido uma grande parte do catálogo daquela editora.

## Discografia

### Álbuns
- Dead People on Stylish Chairs (2001)
- Architectural Development (2002)
- Not Suitable for P. (com Plaztik Leiria Bomberz; previsto para 2005 mas nunca editado)
- Air Cutter (2005)
- Drafts and Crafts (2007)
- Blame the Lord CDR (2009)

### EPs
- Misspell promo (1998)
- Traumdeutung (2001)
- 6 Factor (2005)

### Compilações
- Home listening (1999)
- 10 aldeias históricas de Portugal INATEL (1999)
- ProMúsica CD 31 (1999)
- ProMúsica CD 55 (2001)
- Thisconnected (2002)
- Thisoriented (2002)
- Thisobidience: These guys gone out! (2002)
- Electronic Thisturbance (2005)
- Shock of This Light (2006)
- Divergências.com (2007)
- Electro:Shock.De:Light (2009)
- This is Industrial PT (2009)